# Christian Müller (facteur d'orgues)
Pour les articles homonymes, voir Müller.
Christian Müller (Saint-Andreasberg, 4 février 1690 - Amsterdam 1763) est un facteur d'orgue d'origine allemande établi aux Pays-Bas, devenu le plus fameux de ce pays. Son chef-d'œuvre et le plus prestigieux des instruments qu'il a réalisés est le grand-orgue de l'église Saint-Bavon de Haarlem, qui jouit d'une réputation internationale exceptionnelle.  

## Biographie
Christian Müller est le sixième des sept enfants d'un menuisier, Peter Müller (vers 1640-1705) et de son épouse Elisabeth Otte (morte vers 1652). On ne connaît pas où il a pu faire son apprentissage en Allemagne. En 1716, il partit pour Amsterdam et l'on sait qu'en 1718; il travaillait avec un facteur d'orgues de cette ville, Cornelis Hoornbeeck. Le 25 avril 1719 il fut admis comme membre de l'Église luthérienne d'Amsterdam, et un an plus tard, il s'établit de façon indépendante. Le 17 mai 1720, il épousait Elisabeth van der Berg, qui mourait dès l'année suivante. Il épousa sa deuxième femme, Catherina Beverwijk le 19 octobre 1721. Celle-ci lui donna onze enfants. Elle mourut le 3 mars 1769 à Amsterdam et fut inhumée le 9 mars suivant.
Müller avait travaillé à la cathédrale de Bois-le-Duc, en tant que compagnon de Cornelis Hoornbeeck, tout d'abord avec Rudolf Garrels ; il reçut ensuite des commandes pour coopérer sur trois orgues à Amsterdam, lesquels sont aujourd'hui disparus. Son activité s'est exercée en Hollande occidentale. Les orgues monumentales de l'église Saint Bavon à Haarlem, alors parmi les plus importantes d'Europe, ont joui d'une réputation internationale. Outre les orgues de tribune d'églises, Müller a azussi construit des orgues de salon. Au niveau des conceptions structurelles et architecturales, ainsi que de la musicalité, les orgues de Christian Müller réalisent une synthèse de la traditionnelle facture d'orgues néerlandaise du XVIIe siècle et de la nouvelle conception, hambourgeoise et de Groningue, qui est celle d'Arp Schnitger et d'Albertus Antonius Hinsz.

## Instruments réalisés
Les instruments ci-dessous sont très largement préservés dans leur configuration (dans la colonne « Claviers » : « P » majuscule = pédalier autonome, « p » minuscule = pédalier par tirasse) :
| Dates     | Lieu           | Église                                      | Photo     | Claviers | Registres | Remarques                                                                                       |
| --------- | -------------- | ------------------------------------------- | --------- | -------- | --------- | ----------------------------------------------------------------------------------------------- |
| 1724–1727 | Leeuwarden     | Grote kerk ou église des Jacobins           | zentriert | III/P    | 38        | Avec positif de dos et écho ; largement préservé.                                               |
| 1726      | Westerbork     | Église réformée                             | zentriert | I/p      | 8         | Reconstruction d'un instrument plus ancien provenant de Beetgum (en Frise) et installé en 1862. |
| 1734      | Amsterdam      | Église wallonne                             | zentriert | II/P     | 26        | Largement préservé ; buffet de 1680 par Nicolaas Langlez                                        |
| 1735–1738 | Haarlem        | Église Saint-Bavon                          | zentriert | III/P    | 60        | Largement préservé ; aujourd'hui III/P/62                                                       |
| 1737      | Zaandam        | Église luthérienne                          | zentriert | II/p     | 13        | Prospekt und etwas Pfeifenwerk erhalten                                                         |
| 1742      | Bennebroek     | Église réformée                             | zentriert | II/p     |           | Neubau hinter Prospekt von Gysbert Bongaert (1686); Innenwerk 1925 ersetzt                      |
| 1744      | Oosterwijtwerd | Église réformée                             | zentriert | I        | 8         | Kabinettorgel; ursprünglicher Standort unbekannt                                                |
| um 1745   | La Haye        | Grote of St.-Jacobskerk/Van Assendelftkapel | zentriert | I        | 8         | Kabinettorgel; ursprünglicher Standort unbekannt                                                |
| 1747      |                | Privatbesitz                                |           | I        | 7         | Kabinettorgel                                                                                   |
| 1756      | Beverwijk      | Grote Kerk (Grande église)                  | zentriert | II/P     | 22        | Weitgehend erhalten                                                                             |
| 1762      | Alkmaar        | Kapelkerk                                   | zentriert | II/p     | 18        | 1882 Änderungen durch L. Ypma                                                                   |